# HD 83953
HD 83953 (I Hydrae) é uma estrela na direção da Hydra. Possui uma ascensão reta de 09h 41m 17.03s e uma declinação de −23° 35′ 29.5″. Sua magnitude aparente é igual a 4.76. Considerando sua distância de 497 anos-luz em relação à Terra, sua magnitude absoluta é igual a −1.16. Pertence à classe espectral B5V.